# PTAグランパ!
『PTAグランパ!』（ピーティーエーグランパ!）は、中澤日菜子の小説。2016年6月1日にKADOKAWAより刊行された。2017年3月25日に角川文庫より文庫判が刊行されている。
2017年4月にNHK BSプレミアム「プレミアムドラマ」にて松平健主演によりテレビドラマ化された。
2018年4月8日よりNHK BSプレミアム「プレミアムドラマ」にて、続編となる『PTAグランパ2!』が放送されていた。

## テレビドラマ
NHK BSプレミアム「プレミアムドラマ」にて2017年4月2日から5月21日まで放送された。全8回。主演は松平健。
続編となる『PTAグランパ2!』が2018年4月8日から放送されていた。全8回。

### キャスト

#### 主要人物
- 武曾勤 ‐ 松平健（30年前 - 若松力）（主人公。PTA副会長）
- 内田順子 ‐ 安達祐実（PTA副会長→PTA会長）
- 武曾都（勤の娘） ‐ 真飛聖
- 内田弘之（順子の夫） ‐ 長谷川朝晴
- 法倉慎之助 ‐ 佐々木勝彦（30年前 - 一條俊）
- 秋山寛治 ‐ 中原丈雄（30年前 - 佐々木岳史）
- 武曾幸子（勤の妻） ‐ 浅田美代子

#### PTA関係者
- 織部結真 - 戸塚純貴（青葉小学校会長→弁当屋店長）
- 吉村雅恵 - 村岡希美
- 山下秀憲 ‐ 橋本淳（「無印」で登場。PTA担当の教員）
- 瀬古圭太郎 ‐ 眞島秀和（「2」で登場。PTA副会長）
- 堂島樹 ‐ 夕輝壽太（「2」で登場。PTA担当の教員）
- 池谷邦子 - 西尾まり
- 丹波稔 - 浅見小四郎
- 根本由美子 - 佐藤真弓
- 滝口博子 - 飯沼千恵子
- 松村亜季 - 宮菜穂子
- 庄司茗子 - 南ななる
- 三好尚子 - 川俣しのぶ
- 小森のぶえ - 水木薫
- 宇田川梓 - 城山美佳子
- 日高夏美 - 伊藤麻実子

#### その他
- 野中武明 - 真砂京之介
- 吉村貞夫 - 井上康
- 隈井梨花 - 李千鶴
- スーパーの店長 - 久保貫太郎
- 30年前の営業部長 - 廣川三憲
- 大沼紀子 - 小林美江
- 雅恵の店の客 - 武藤晃子
- 三田千鶴 - 森谷ふみ
- 手塚友恵 - 秋定里穂
- 秋山明恵（秋山の妻） - 萩尾みどり

#### 児童
- 武曾友理奈（勤の孫） - 川北のん
- 吉村沙帆 - 鎌田英怜奈
- 内田優貴人 - 林一太朗
- 内田美貴人 - 内田吏音
- 内田真貴人 - 阿久津慶人
- 瀬古美羽（瀬古の娘） - 山下穂乃花

### スタッフ
- 原作 - 中澤日菜子
- 脚本 - おかざき さとこ、兒玉宣勝
- 音楽 - 金子隆博
- 主題歌 - 米米CLUB「コドモナオトナ」（ソニー・ミュージックレコーズ）
- 撮影 - さのてつろう
- 制作統括 - 篠原圭（NHK）、横山千賀（東阪企画）
- 演出 - 井坂聡、綾部真弥
- 製作 - NHK、東阪企画
- 制作・著作 - NHK、東阪企画

### 放送日程
PTAグランパ!
| 各話   | 放送日        | ラテ欄[3]                   | 脚本            | 演出     |
| ------ | ------------- | --------------------------- | --------------- | -------- |
| 第1回  | 2017年4月02日 | 元・企業戦士がPTAに乗り込む | おかざき さとこ | 井坂聡   |
| 第2回  | 4月09日       | 元・企業戦士がママとバトル! | おかざき さとこ | 井坂聡   |
| 第3回  | 4月16日       | 元・企業戦士がPTAで奮闘     | おかざき さとこ | 井坂聡   |
| 第4回  | 4月23日       |                             | おかざき さとこ | 綾部真弥 |
| 第5回  | 4月30日       |                             | 兒玉宣勝        | 綾部真弥 |
| 第6回  | 5月07日       |                             | おかざき さとこ | 綾部真弥 |
| 第7回  | 5月14日       |                             | おかざき さとこ | 井坂聡   |
| 最終回 | 5月21日       | 勤、最後の秘策とは…         | おかざき さとこ | 井坂聡   |
PTAグランパ2!
| 各話   | 放送日        | ラテ欄[3]                            | 脚本            | 演出     |
| ------ | ------------- | ------------------------------------ | --------------- | -------- |
| 第1回  | 2018年4月08日 | 新年度も暴れん坊!? 結成! おやじの会… | おかざき さとこ | 井坂聡   |
| 第2回  | 4月15日       | ママさんバレー対決!?                 | おかざき さとこ | 井坂聡   |
| 第3回  | 4月22日       | バザーで学校嫌い退治                 | おかざき さとこ | 井坂聡   |
| 第4回  | 4月29日       | 新任教師、噂の真相!?                 | おかざき さとこ | 綾部真弥 |
| 第5回  | 5月06日       | 冷血教師と弁当少女 その行方は…       | おかざき さとこ | 綾部真弥 |
| 第6回  | 5月13日       | 代行業者OK!?                         | おかざき さとこ | 綾部真弥 |
| 第7回  | 5月20日       | 元娘婿の里帰り!?                     | おかざき さとこ | 井坂聡   |
| 最終回 | 5月27日       | 卒業記念製作の思い…                  | おかざき さとこ | 井坂聡   |

### 総集編
- PTAグランパ!総集編（2018年4月1日 22:00 - 23:28、NHK BSプレミアム）

| NHK BSプレミアム プレミアムドラマ                                       | NHK BSプレミアム プレミアムドラマ        | NHK BSプレミアム プレミアムドラマ                                    |
| 前番組                                                                  | 番組名                                   | 次番組                                                               |
| ----------------------------------------------------------------------- | ---------------------------------------- | -------------------------------------------------------------------- |
| スリル! 黒の章 〜弁護士・白井真之介の大災難 （2017年2月26日 - 3月19日） | PTAグランパ! （2017年4月2日 - 5月21日）  | クロスロード 〜声なきに聞き形なきに見よ〜 （2017年5月28日 - 7月2日） |
| 弟の夫 （2018年3月4日 - 3月18日）                                       | PTAグランパ2! （2018年4月8日 - 5月27日） | アイアングランマ2 （2018年6月3日 - 7月8日）                          |